# Rubén Melgarejo Lanzoni
Rubén Darío Melgarejo Lanzoni (Asunción, 15 de febrero de 1962) es un abogado, escribano y diplomático paraguayo.

## Biografía
Melgarejo estudió leyes en la Universidad Nacional de Asunción, egresando con los títulos de abogado y escribano en 1988. 
Durante el gobierno de Juan Carlos Wasmosy se desempeñó como Ministro de Relaciones Exteriores del Paraguay (10 de mayo de 1996 al 14 de agosto de 1998).